# إيوالد جارمر
إيوالد جارمر (بالألمانية: Ewald Jarmer)‏ (مواليد 12 أغسطس 1942) هو ملاكم ألماني، مثّل بلاده في الألعاب الأولمبية الصيفية 1972.

## روابط خارجية
إيوالد جارمر على موقع أوليمبيديا (الإنجليزية)